# Joy Ryder
Joy Ryder je osemnajsti studijski album ameriškega jazzovskega saksofonista Waynea Shorterja, ki je bil posnet leta 1988, izšel pa je istega leta pri založbi Columbia Records.

## Sprejem
Scott Yanow je album ocenil z dvema zvezdicama in v recenziji za spletni portal AllMusic zapisal: »Vse Shorterjeve plošče iz 80. let, ki so izšle pri založbi Columbia so neuspehi. Njegovim kompozicijam je manjkala izvirnost in muhavost iz 60. let in, čeprav je bil njegov zvok še vedno precej nedotaknjen, so se njegove improvizacije začele neusmiljeno sprehajati. Na tem albumu je Shorter igral s klasičnim triom ter takšnimi gostujočimi glasbeniki kot so klaviaturisti Herbie Hancock in Geri Allen, basist Darryl Jones in vokalistka Dianne Reeves.

## Seznam skladb
Avtor vseh skladb je Wayne Shorter
| Št. | Naslov                     | Dolžina |
| --- | -------------------------- | ------- |
| 1.  | „Joy Ryder‟                | 6:39    |
| 2.  | „Cathay‟                   | 6:25    |
| 3.  | „Over Shadow Hill Way‟     | 6:03    |
| 4.  | „Anthem‟                   | 4:20    |
| 5.  | „Causeways‟                | 8:20    |
| 6.  | „Daredevil‟                | 6:25    |
| 7.  | „Someplace Called 'Where'‟ | 5:20    |

## Glasbeniki
- Wayne Shorter – tenorski saksofon, sopranski saksofon
- Patrice Rushen – klavir, sintetizator
- Geri Allen – klavir, sintetizator
- Herbie Hancock – sintetizator
- Nathan East – električni bas
- Darryl Jones – električni bas
- Terri Lyne Carrington – bobni
- Frank Colon – tolkala
- Dianne Reeves – vokali (7)